# Berndgerdia balteata
Berndgerdia balteata är en skalbaggsart som beskrevs av Holzschuh 1982. Berndgerdia balteata ingår i släktet Berndgerdia och familjen långhorningar.
Artens utbredningsområde är Nepal. Inga underarter finns listade i Catalogue of Life.